# Стикс (Перм)
Стикс (рус. Стикс, од грч. Στύξ, лат. Styx) малена је река која протиче кроз град Перм на подручју Пермске Покрајине Руске Федерације. Лева је притока речице Јегошихе и део сливног подручја река Каме и Волге, односно Каспијског језера.
Током XVIII века на њеној десној обали је основано Јегошичко гробље, а како је сама река раздвајала гробље од остатка града, добила је име Стикс по узору на реку Стикс из старогрчке митологије, која је одвајала подземни од живог света. Пре тога називала се Хујуњком.
На основу обимних археолошких истраживања која су вршена 2003. године под покровитељством Пермског државног универзитета, а под руководством проферора Андреја Мељничука, утврђено је да је на ушћу данашње реке Стикс пре више од 17.000 година постојало палеолитско насеље. Током археолошких ископавања пронађени су бројни археолшки артефакти, углавном у виду разних комада каменог оружја и оруђа, а утврђено је и да су се становници на том подручју примарно бавили ловом на јелене и дивље коње.